# Gentianella albo-rosea
Espèce
Classification phylogénétique
Gentianella albo-rosea est une plante herbacée de la famille des Gentianaceae.
Elle pousse notamment au Pérou, où elle est utilisée en infusion sous le nom d'hercampuri.

## Synonyme
- Gentiana albo-rosea Gilg